# СКД-6 «Сибиряк»
СКД-6 «Сибиряк» — советский двухбарабанный зерноуборочный комбайн, выпускавшийся Красноярским комбайновым заводом с 1981 по 1984 года.

## История
Несмотря на рост основного показателя надёжности — коэффициента готовности, конструкция комбайна СКД-5 «Сибиряк», выпускавшегося с 1969 года, к концу 1970-х годов уже морально устарела и перестала отвечать требованиям к зерноуборочным комбайнам. Работа над глубокой модернизацией старого «Сибиряка» закончилась постановкой на серийное производство в феврале 1981 года нового СКД-6. Назаровский завод сельхозмашиностроения освоил выпуск жатвенных частей с рабочим захватом 5 м для красноярского завода. В конструкции СКД-6 была повышена пропускная способность, производительность и надёжность технологического процесса, снижена продолжительность технического обслуживания комбайна, особое внимание было уделено комфорту кабины.
В 1984 году был начат выпуск модели СКД-6-1 "Сибиряк".

## Модификации
Выпускались следующие модификации: рисозерноуборочная на гусеничном ходу СКД-6Р (выпуск начат в 1982 году), СКД-6А, модификация для нечернозёмной зоны СКД-6Н. На СКД-6Н ставился двигатель СМД-22, на ведущий мост устанавливались колёса с шинами от трактора К-700, была увеличенная колея управляемых колёс, на кабину ставились солнцезащитные жалюзи и так далее.

## Технические характеристики
- Двигатель — СМД-20.
- Мощность двигателя — 88,3 кВт (140 л. с.).
- Пропускная способность — 6,3 кг/сек.
- Вместимость бункера — 4,5 м³.
- Привод выгрузного шнека — непосредственно от двигателя.
- Управление наклонным шнеком — гидравлическое, из кабины.
- Регулировка частоты вращения барабанов — механическая.
- Диаметр шнеков — 160 мм.
- Размер скребков элеваторов — 150×75.
- Рабочий объём кабины — 3,2 м³.